# Waukesha
Waukesha és un poble americà que es troba a l'estat de Wisconsin, i als afores de Milwaukee, WI. El 2013 tenia 71.016 habitants amb una mitjana de 34 anys i el 51,5% de la població de sexe femení.

## Història
Pels volts de 1820, Waukesha no existia, i Wisconsin era solament un lloc on vivien els natius americans. El 7 de maig de 1834, Morris Cutler, va ser el primer a edificar una casa a prop d'un assentament d'indis americans i del riu Fox River. La zona va començar a atreure gent i a poc a poc es va anar creant una comunitat anomenada Prairieville.
Prairieville va anar creixent i es van construir escoles, institucions, etc i va ser el 1846 que Prairieville va canviar el nom per Waukesha. Durant els primers dies es van crear molts treballs i establiments, i això va provocar un augment de la població.

### Històries comunitat
A la història de Waukesha trobem 2 anècdotes molt importants, que van marcar molt la pròpia comunitat.

#### Grand view health Resort
Grand view health Resort va obrir el 22 de febrer de 1911, i va ser un resort amb banys de fang, el qual va tenir molt d'èxit. Els banys es van anant fent grans, degut a la gran clientela i van anant renovant les instal·lacions. Però no va ser fins al 1929, que el mercat va caure en picat i el Grand view health Resort es va veure afectat i va haver de tancar. El 1950 es va vendre la propietat a uns germans de Nova York, i el 1972 l'edifici va ser comprat pel govern i va ser reformat per convertir-se en el Edifici Oficial de l'Estat.

#### Jiffy Jell
Els germans Glidden van construir Waukesha Pure Food Company, on elaboraven una gelatina anomenada Jiffy Jell, la qual va tenir molt d'èxit. Una característica de la gelatina, era que s'usava de conservant alcohol. La fàbrica era molt famosa, i un dels fets era perquè deixaven 2 intèrvals de temps per fer un snack i un descans. Desafortunadament el 16 de gener de 1919 es va aprovar una llei que feia el alocohol com a conservant il·legal. Els germans van intentar utilitzar un altre conservant, però aquest era molt dolent i no va funcionar. El 1921 els germans Glidden es van vendre la fàbrics i amb el temps es van mudar a Chicago.

## Les Paul guitar town

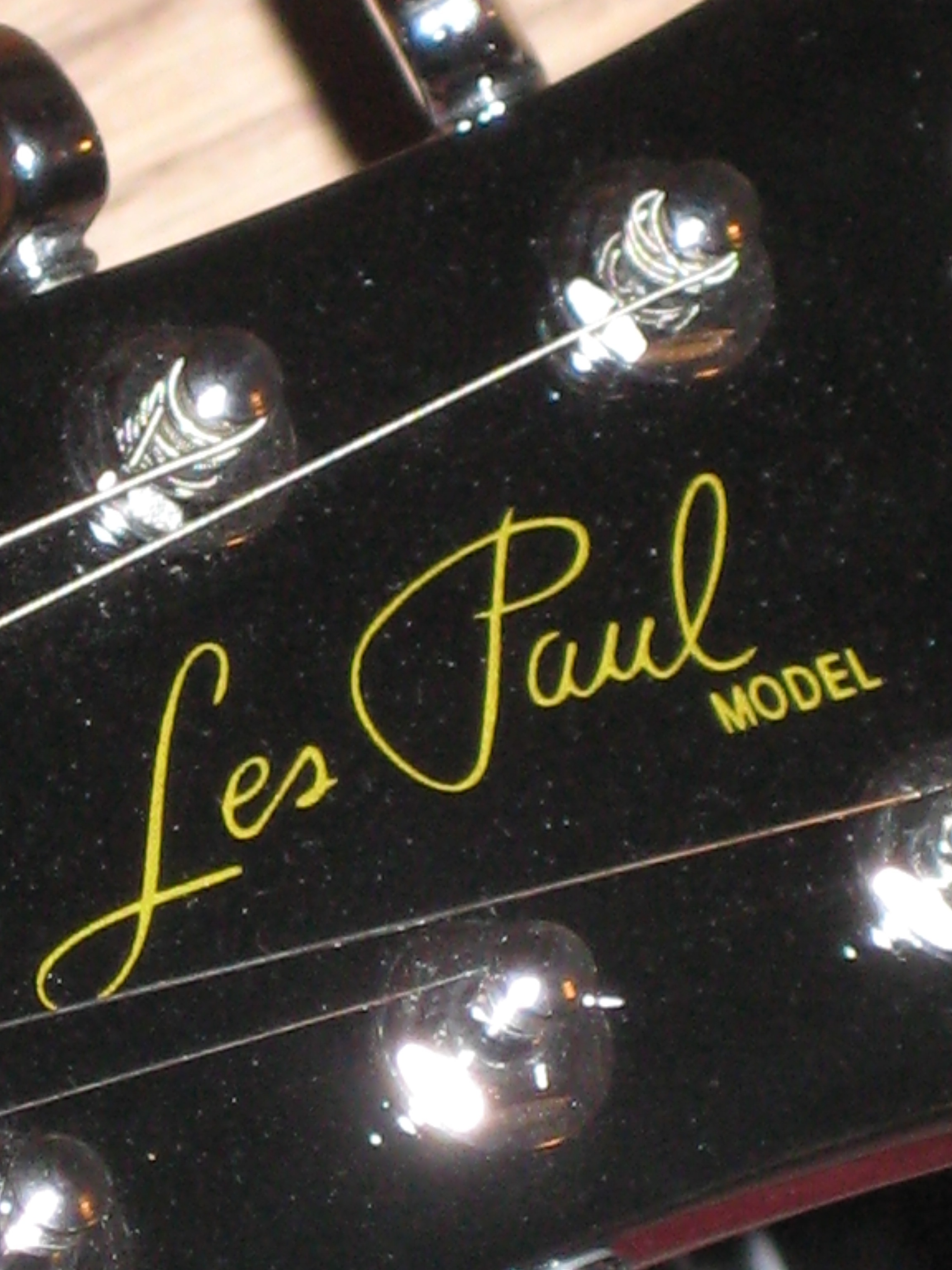
180 × 240 px

Les Paul, Lester W. Polsfuss, nascut a Waukesha, va ser el pare de la guitarra elèctrica. El 1950 va crear, al costat de la seva dona, 36 discs d'or. El 1952 va crear els primers models de les seves guitarres "Les Paul" i a mesura que passava el temps va anar fent sèries mítiques com: "Goldtop", la "Black Beauty", "Junior", "Special" i "Standard". Tenia un talent excepcional, que ha inspirat a molts músics actual. Al llarg de la seva vida va guanyar 3 Grammys. Les Paul va morir el 13 d'agost de 2009 a Nova York.
El 2013 es va declarar any de Les Paul, i el poble sencer està ple de guitarres enormes.

## Alcaldes
| John Brehm              | 1896              |
| Fomentar C. Phelps      | 1896-1897         |
| Herbert M. Enos         | 1897-1898         |
| Allen F. Alcaide        | 1898-1900         |
| Richard L. Gove         | 1900-1902         |
| George Harding          | 1902-1904         |
| Matthias L. Snyder      | 1904-1908         |
| Michael W. Glenn        | 1908-1910         |
| George S. Amor          | 1910-1912         |
| Hawley W. Wilbur        | 1912-1914         |
| Arthur J. Dopp          | 1914-1915         |
| Edward R. Estberg       | 1915-1920         |
| Philip Kiehl            | 1920-1922         |
| Henry E. Blair          | 1922-1926         |
| Morgan mayordomo del R. | 1926-1934         |
| George W. Coutts        | 1934-1938         |
| Henry Snyder            | 1938-1940         |
| George W. Coutts        | 1940-1946         |
| Edwin H. Honeyager      | 1946-1950         |
| Bruce F. Beaty          | 1950-1952         |
| Corwin C. Smith         | 1952-1956         |
| Paul C. Steinert        | 1956-1960         |
| Harold T. Owens         | 1961-1966         |
| Francis R. Eshman       | 1966-1967         |
| Harold T. Owens         | 1968-1970         |
| Paul G. Vrakas          | 1970-1978         |
| Joseph C. La Porte      | 1978-1982         |
| Paul J. Keenan          | 1982-1986         |
| Paul G. Vrakas          | 1986-1994         |
| Carol A. Opel           | 1994-1998         |
| Carol J. Lombardi       | 1998-2006         |
| Larry Nelson            | 2006-2010         |
| Jeff Scrima             | 2010-2014         |
| Shawn N. Reilly         | 2014 - Actualitat |